# Cola zouk
La cola-danse ou cola-zouk est un genre musical originaire du Cap-Vert, mélange de zouk et de coladeira[réf. nécessaire]. Ce style musical qui combine l’énergie du zouk et la dimension romantique du créole a été popularisé par le groupe Livity et Beto Dias, suivis de Gil Semedo, Djoy Delgado, Suzanna Lubrano et bien d’autres.[réf. nécessaire]